# Paracymoriza stigmatalis
Paracymoriza stigmatalis là một loài bướm đêm trong họ Crambidae.